# Ahmad Zreik
Ahmad Zreik est un footballeur international libanais, né le 27 octobre 1990 au Liban. Il évolue au poste de milieu de terrain.

## Biographie

### International
Ahmad Zreik débute en équipe nationale libanaise en 2009.

## Palmarès
- Al-Ahed :
  - Champion du Liban en 2010, 2011, 2015 et 2017.
  - Vainqueur de la Coupe du Liban en 2011.
  - Vainqueur de la Supercoupe du Liban en 2010 et 2011.

## Statistiques détaillées

### Buts internationaux
| Buts (2) en sélection de Ahmad Zreik au 15 juin 2012 | Buts (2) en sélection de Ahmad Zreik au 15 juin 2012 | Buts (2) en sélection de Ahmad Zreik au 15 juin 2012 | Buts (2) en sélection de Ahmad Zreik au 15 juin 2012 | Buts (2) en sélection de Ahmad Zreik au 15 juin 2012 | Buts (2) en sélection de Ahmad Zreik au 15 juin 2012 | Buts (2) en sélection de Ahmad Zreik au 15 juin 2012 |
|                                                      | Date                                                 | Lieu                                                 | Adversaire                                           | Score                                                | Résultat                                             | Compétition                                          |
| ---------------------------------------------------- | ---------------------------------------------------- | ---------------------------------------------------- | ---------------------------------------------------- | ---------------------------------------------------- | ---------------------------------------------------- | ---------------------------------------------------- |
| 1.                                                   | 22 janvier 2012                                      | Stade de Sidon, Sidon (Liban)                        | Irak                                                 | 1 - 0                                                | 1 - 0                                                | Match amical                                         |
| 2.                                                   | 11 mai 2012                                          | Stade de Tripoli, Tripoli (Liban)                    | Égypte                                               | 1 - 2                                                | 1 - 4                                                | Match amical                                         |